# Jürgen Schadeberg
Jürgen Schadeberg (18. března 1931, Berlín – 29. srpna 2020) byl fotograf a umělec původem z Německa a působící v Jihoafrické republice.

## Život a dílo
Jürgen Schadeberg se narodil v Berlíně v Německu v roce 1931. V roce 1950 se přestěhoval do Jižní Afriky, aby se přidal ke své rodině a nastoupil do redakce časopisu Drum jako oficiální fotograf a grafik.
Schadeberg se stal učitelem a mentorem několika nejkreativnějších jihoafrických fotografů své doby, jako například Bob Gosani, Ernest Cole a později Peter Magubane. Byl jedním z mála bílých fotografů, kteří mohli fotografovat každodenní život černošské komunity a seznámit se s černošským životem a kulturou. Jako výsledek zachytil na filmu počátky hnutí svobody, důsledky apartheidu a život obyčejných lidí ve městě.
Schadeberg fotografoval mnoho historických a stěžejních událostí v padesátých letech. Například v roce 1951 dokumentoval kampaň vzdoru proti nespravedlivým zákonům; v roce 1956 soud za zradu v Johannesburgu, při kterém bylo zatčeno 156 lidí, včetně Nelsona Mandely; v roce 1955 stěhování Sophiatownu – černošského předměstí Johannesburgu s celou řadou osobností jazzových či bluesových hudebníků, politiků, umělců nebo politiků; v roce 1960 pohřeb šedesáti osmi zabitých černochů při březnovém masakru v Sharpeville a nebo dokumentoval osudy vězňů z ostrova Robben. Z významných osobností fotografoval Nelsona Mandelu, Waltera Sisulu, Olivera Tamboa, Trevora Huddlestona nebo Govana Mbekiho. Také dokumentoval jazzové legendy padesátých let, jako byli například Dolly Rathebe, Kippie Moeketsi, Thandi Klaasen nebo Miriam Makeba.
Časopis Drum chtěl, aby zpěvačka Dolly Rathebe byla dívkou na obálce na jednom z jejich vydání. Schadeberg ji vzal na skládku v Johannesburgu a vyfotografoval ji v bikinách. Oba byli zatčeni za porušení zákona o morálce, který zakazoval vztahy mezi různými rasami.
V roce 1959 Schadeberg opustil Drum a začal podnikat jako nezávislý profesionál. Byl součástí expedice za Křováky vedené profesorem Phillipem V. Tobiasem z univerzity Witwatersrand. Fotografie byly publikovány v The Kalahari Bushmen Dance v roce 1982.
V roce 1964 byl nucen opustit Jihoafrickou republiku a odjel do Londýna. Zde učil a působil jako kurátor fotografických výstav, zejména pro uměleckou galerii Whitechapel.
Poté se přestěhoval do Španělska, kde se zaměřil na kariéru umělce. V roce 1972 se vrátil do Afriky, kde přijal pozici fotografa pro křesťanskou pomoc v Botswaně a Tanzanii. V roce 1973 cestoval ze Senegalu a Mali do Keni a Zairu, aby tam fotografoval.
V roce 1984 se Schadeberg vrátil do Jižní Afriky. Pracoval jako foto-novinář a dokumentární filmař na téma černošské komunity.

## Výstavy
- 2016: Jürgen Schadeberg – Mandela Photographs, IG-Metallhaus, Frankfurt nad Mohanem.[5]
- 2017: Jürgen Schadeberg – Seen and Unseen, Leica Galerie, Frankfurt nad Mohanem.
- 2019: Jürgen Schadeberg: Pocta mistrům fotografie, Leica Gallery Prague

## Ceny a ocenění
- Záslužný kříž 1. třídy Záslužného řádu Spolkové republiky Německo
- 2018 – Prix Leica Hall of Fame[6]

## Knihy
- The Fifties People of South Africa : the lives of some ninety-five people who were influential in South Africa during the fifties, a period which saw the first stirrings of the coming revolution / s fotografiemi Boba Gosaniho... [et al.], Bailey's African Photo Archives, 1987, ISBN 0-620-10529-1
- The Finest photos from the old Drum, Bailey's African Photo Archives, 1987; Penguin Books [distributor], ISBN 062010581X
- The Kalahari Bushmen Dance, Jürgen Schadeberg, 1982, ISBN 0-7045-0472-3
- Nelson Mandela and the Rise of the ANC / editor: Jürgen Schadeberg ; fotografie: Ian Berry... [et al.] ; text: Benson Dyantyi...[et al.], Jonathan Ball, 1990, ISBN 0-947464-18-2
- Sof'town Blues: images from the black '50s, J. Schadeberg, 1994, ISBN 0-9583980-1-1
- Voices from Robben Island, Ravan Press, 1994, ISBN 0-86975-454-8
- The Black and White Fifties: Jürgen Schadeberg's South Africa, Protea, 2001, ISBN 1-919825-71-1
- Soweto today, Protea Book House, 2002, ISBN 1-919825-72-X
- Who Killed Mr. Drum? / Sylvester Stein / foto: Jürgen Schadeberg, Corvo Books, 2003, ISBN 0-9543255-1-6
- The Book of Life, UN Development Programme, 2004, ISBN 0-620-33285-9
- Witness: 52 Years of Pointing Lenses at Life, Protea Book House, 2004, ISBN 1-86919-067-X
- Voices from the Land, Protea Book House, 2005, ISBN 1-86919-105-6
- Tales from Jozi, Protea Book House, 2007, ISBN 978-1-86919-175-7
- Jürgen Schadeberg, Hatje Cantz Verlag, editor: Ralf - P. Seippel, 2008, (německy)(anglicky)(francouzsky), ISBN 978-3-7757-2150-9

## Film a video
- Ernest Cole – video, 52 minut. The life and work of a courageous & pioneering black photographer.
- Voices from Robben Island – 16 mm, 90 minut. The history of the infamous island prison, a BBC co-production.
- War & Peace – video, 60 minut. The history of the ANC from 1900–1994.
- Have you seen Drum recently? – 35 mm, 77 minut. The vibrant and turbulent fifti. ith original music and photographs.
- The seven ages of music – video, 56 minut. A musical trip through history, from San singing to Hugh Masekela.
- Dolly & the Inkspots – video, 26 minut. The life and memories of this legendary jazz singing combination.
- Drumbeats – 16 mm, 56 minut.
- Ballroom Fever – video, 26 minut.
- Jo'burg Cocktail – video, 56 minut.
- Halala Bomane! = Hail the Women! – video, 56 minut.